# 徳島市城東小学校
徳島市城東小学校（とくしまし じょうとうしょうがっこう）は、徳島県徳島市住吉3丁目にある公立小学校。

## 沿革
- 1875年（明治8年）4月 - 蓮華寺内に住吉島小学校開設。まもなく住吉島村馬場北に新築。
- 1879年（明治12年）9月 - 高知県阿波国名東郡住吉島小学校と改称。
- 1880年（明治13年）3月2日 - 徳島県名東郡名東町住吉島小学校と改称。
- 1886年（明治19年）10月 - 福島尋常小学校に合併され、廃校となる。
- 1949年（昭和24年） - 町内より小学校独立の提唱が起こる。
- 1960年（昭和35年）
  - 5月10日 - 鉄筋3階建延558㎡の第1期工事完了。
  - 6月1日 - 徳島市住吉4丁目45番1号に福島小学校住吉教室として発足。
  - 6月10日 - 第1学年児童105名、教師2名で授業開始。
- 1961年（昭和36年）4月17日 - 第2期工事258㎡竣工、第2学年まで4学級となる。
- 1962年（昭和37年）
  - 3月28日 - 城東小学校の名称が市議会により決定される。
  - 4月9日 - 第3学年まで6学級編成となり、授業開始。
  - 5月1日 - 独立校となり、徳島市城東小学校と改称。
  - 5月12日 - PTA結成。
- 1963年（昭和38年）4月8日 - 第3期工事576㎡竣工、第4学年まで9学級となる。
- 1964年（昭和39年）
  - 2月5日 - 第4期工事として給食調理室が完成（96㎡）、本校内で調理開始。
  - 5月20日 - 第5期工事364㎡竣工、第5学年まで11学級となる。
  - 11月7日 - 校章・校歌制定。
- 1965年（昭和40年）
  - 3月24日 - 第6期工事258㎡竣工。
  - 4月1日 - 第6学年まで14学級編成となる。
  - 9月10日 - 第1回卒業記念として、鼓笛隊用楽器一式が寄贈され、鼓笛隊を編成する。
- 1966年（昭和41年）
  - 3月19日 - 第1回卒業式を徳島商業高校体育館で挙行。
  - 3月22日 - 第7期工事171㎡竣工、15学級となる。
  - 12月15日 - 第2回卒業記念として、岩石園完成。
- 1967年（昭和42年）11月11日 - 第3回卒業記念として、グリーンベルト完成。
- 1968年（昭和43年）5月12日 - 第8期工事として、講堂兼体育館601.39㎡竣工。内容設備完備。
- 1969年（昭和44年）
  - 9月10日 - 水性植物栽培池完成。
  - 11月6日 - 第5回卒業記念として、花のベルト完成。
- 1972年（昭和47年）4月1日 - 交通安全を願い児童の像完成。
- 1975年（昭和50年）9月6日 - 円型飼育舎新設完了。
- 1978年（昭和53年）
  - 6月30日 - 第11期工事892.38㎡竣工（普通教室3・特別教室3）。
  - 8月25日 - プール400.4㎡完成。
- 1985年（昭和60年）3月25日 - 交通安全を願い児童の像完成。
- 1987年（昭和62年）8月30日 - 体育館改修完成。
- 1991年（平成3年）8月31日 - 体育倉庫完成。
- 1993年（平成5年）8月31日 - 総合遊具完成する。
- 1994年（平成6年）2月1日 - 標準服が自由となる。
- 1995年（平成7年）4月1日 - 特別支援学級開設。
- 1998年（平成10年）
  - 4月1日 - 特別支援学級増設。
  - 9月1日 - 校長室の新設、職員室・事務室の改修。
- 2004年（平成16年）
  - 3月19日 - 給食室拡張工事完了。
  - 8月31日 - 校内LAN設置工事完了。
  - 10月17日 - 玄関前ピータイル張り替え工事完了。
- 2005年（平成17年）4月1日 - この日から、2学期制を導入する。
- 2007年（平成19年）10月 - 本館耐震工事完了。
- 2009年（平成21年）9月30日 - 北校舎照明改修工事完了。
- 2010年（平成22年）
  - 3月19日 - 地上デジタル対応整備工事完了。
  - 4月1日 - 3学期制に復す。
- 2011年（平成23年）9月 - 屋内運動場増改築事前整備工事完了。
- 2012年（平成24年）4月1日 - 特別支援学級増設(肢体)。同日、通級指導教室開設。
- 2013年（平成25年）
  - 1月19日 - 新体育館落成式。
  - 4月1日 - 運動場整備完了。遊具設置。

## 通学区域
- 住吉（1丁目～6丁目）・城東町（1丁目・2丁目）[1]

## 児童数
| 学年 | 1年 | 2年 | 3年 | 4年 | 5年 | 6年 | 特別支援    | 合計 |
| ---- | --- | --- | --- | --- | --- | --- | ----------- | ---- |
| 学級 | 2   | 2   | 2   | 2   | 2   | 2   | 4           | 16   |
| 児童 | 48  | 45  | 63  | 57  | 58  | 61  | 25 （内数） | 332  |

- 2020年（令和2年）時点[2]。

## 周辺
- 徳島市城東幼稚園 - 徳島市道を挟んで隣接。
- ファミリーマート住吉三丁目店
- ローソン徳島城東町一丁目店
- 徳島県立徳島商業高等学校
  - 徳商会館
- 住吉川入江

## アクセス
- 徳島市営バス3系統・32系統「住吉新橋」バス停下車後、約200m・約3分。

## 通学区域が隣接している学校
- 徳島市沖洲小学校
- 徳島市福島小学校
- 徳島市内町小学校
- 徳島市助任小学校
- 徳島市川内南小学校